# Claus-Frenz Claussen
Claus Frenz-Claussen (28 de maio de 1939 - 4 de setembro de 2022) foi um escultor alemão.